# Raymond Lopez

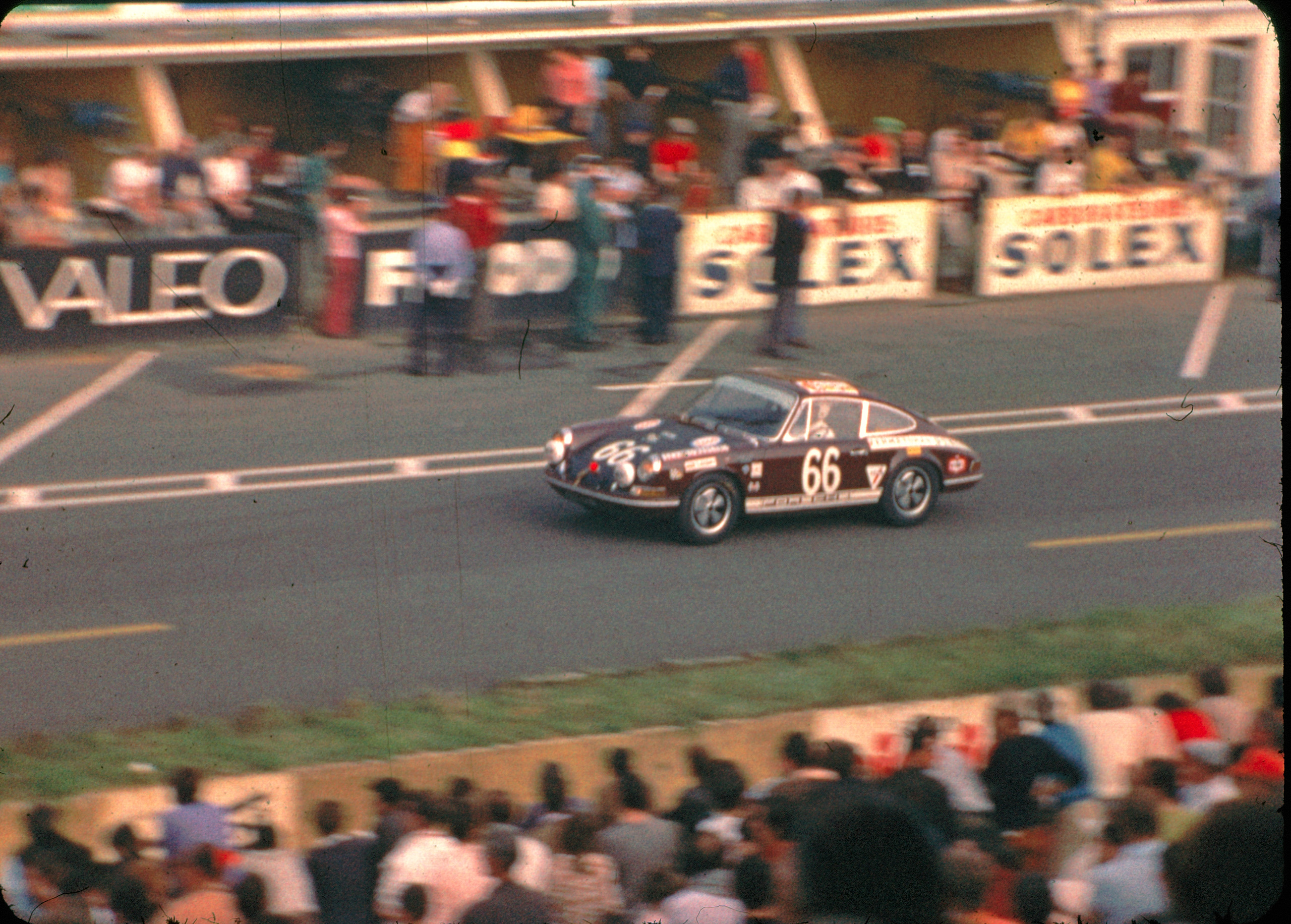
Der von Raymond Lopez beim 24-Stunden-Rennen von Le Mans 1972 gefahrene Porsche 911T

Raymond André Lopez (* 24. Februar 1931 in Sidi bel Abbès; † 28. August 2017 in Béziers) war ein französischer Autorennfahrer.

## Karriere als Rennfahrer
Raymond Lopez war in seiner Karriere einmal beim 24-Stunden-Rennen von Le Mans am Start. 1969 fuhr er gemeinsam mit seinem Landsmann Jean Égreteaud einen Porsche 911T in der Klasse der GT-Fahrzeuge bis 2 l Hubraum. Der Einsatz endete nach einem Unfall in der 241. Runde des Rennens vorzeitig.

## Statistik

### Le-Mans-Ergebnisse
| Jahr | Team           | Fahrzeug     | Teamkollege    | Platzierung | Ausfallgrund |
| ---- | -------------- | ------------ | -------------- | ----------- | ------------ |
| 1969 | Jean Égreteaud | Porsche 911T | Jean Égreteaud | Ausfall     | Unfall       |